# Racing On
Racing On（レーシングオン）は、日本のモータースポーツ専門誌。1986年4月創刊。

## 概要

### 創刊
老舗のモータースポーツ専門誌『オートスポーツ』（三栄書房）の一部編集者らが独立する形で1986年4月に月刊誌として創刊。当時は活字によるレポートが主体だった『オートスポーツ』に対し、グラビアを多用するなど見た目にも華やかな誌面構成が功を奏し、『オートスポーツ』と並び日本のモータースポーツを代表する雑誌へと成長した。
その後1980年代後半から1990年代初頭にかけてのバブル景気時のF1ブームなどにも助けられ、1988年4月からは月2回刊、1994年7月からは隔週刊と順調に刊行ペースを上げていった。

### 体制変更
しかし、その後F1ブームの終焉などにより売上が低迷したことなどから、発行元のニューズ出版は2000年に『オートスポーツ』の発行元である三栄書房と共同で編集プロダクションとして株式会社イデアを設立し、『オートスポーツ』『AS+F』（以上三栄書房）『Racing On』『F1速報』（以上ニューズ出版）といった4輪モータースポーツ誌の編集業務を同社に統合することで合意。
これに伴い対象各誌の刊行ペースの見直しが行われた結果、『Racing On』は2001年4月から創刊当初の月刊ペースに戻ることとなり、記事は各号ごとの特集ページのほか、名物コラムの「5th COLUMN」（ナイジェル・ルーバック）や昔のレースを振り返る企画などが中心となった。

### 現在
その後、2009年1月にニューズ出版と三栄書房とが合併、同年8月発行を最後に月刊誌としては休刊となる。2016年現在はオートスポーツ同様、三栄書房傘下「サンズ」の編集により「ニューズムック」として隔月刊で発売されている。